# Kecskeméti utca
A Kecskeméti utca Budapest V. kerületének egyik észak-déli irányú utcája. Az Egyetem tértől a Kálvin térig, az egykori Kecskeméti kapuig halad.

## Története
1432-ben Ceglédi ucca volt a neve. A 16–17. században Ceglédi utca mahalle, 1740-től Ketschkemeter Thor Gasse (Kecskeméti kapu utca), 1804-től Ketschkemeter Gasse, 1867-től Herren Gasse (Úri utca), 1874-től Kecskeméti utca az 1993-ban kiadott Budapest lexikon I. kötete szerint.
Rómer Flóris A régi Pest című, 1873-ban kiadott történeti tanulmányában három Kecskeméti utcát különböztetett meg. Az első két ilyen nevű utcát az 1700-as évekig így nevezték. Az egyik egészen 1803–1804-ig viselte ezt a nevet, amikor is Borz utcává nevezték. A másikat 1758-ban két részre osztották: egyik fele ekkortól Bástya utca, 1803–1804-től pedig Zöldfa; míg másik fele előbb Kecskeméti kapu-köz volt, majd Képíró utca (Mahlergasse) lett. A harmadik – amit a 21. században is így hívunk – a 19. század elején még igen hosszú Úri utca felosztásával kapta a Kecskeméti utca nevet, illetve talán az 1700-as évek előtti Ceglédi utcával volt azonos.

## Főbb épületei
- 1. sz.: Háromemeletes, háromhomlokzatos, romantikus stílusú sarokház. 1867-ben Pán József építette Hegyessy Mátyás számára.
- 7. sz.: Kétemeletes, kora eklektikus lakóház. 1868-ban  Wagner János építette Perger Ignác számára. Az 1970-80-as évekre igen rossz állapotba került, de az 1980-as évek második felében felújították, és itt alakították ki a Budapesti Goethe Intézet első, 1988-ban megnyitott székházát.
- 10–12. sz.: Peyer Egon által tervezett, 1950-ben épült irodaház. Ma az ELTE ÁJK B épülete.[2]
- 14. sz.: Korona Szálló
- 17. sz.: Gottgeb Antal által 1868-ban Pest egyik legrégebbi lakóháza, a Weisz-ház helyére felhúzott kétemeletes lakóház, mely Incze Mária (Weisz Záry) számára épült. A háznak a Kálvin tér 1. sz. felé eső falába beépítették az egykori pesti városfal ott húzódó, még megmaradt részletét is.

## Képek

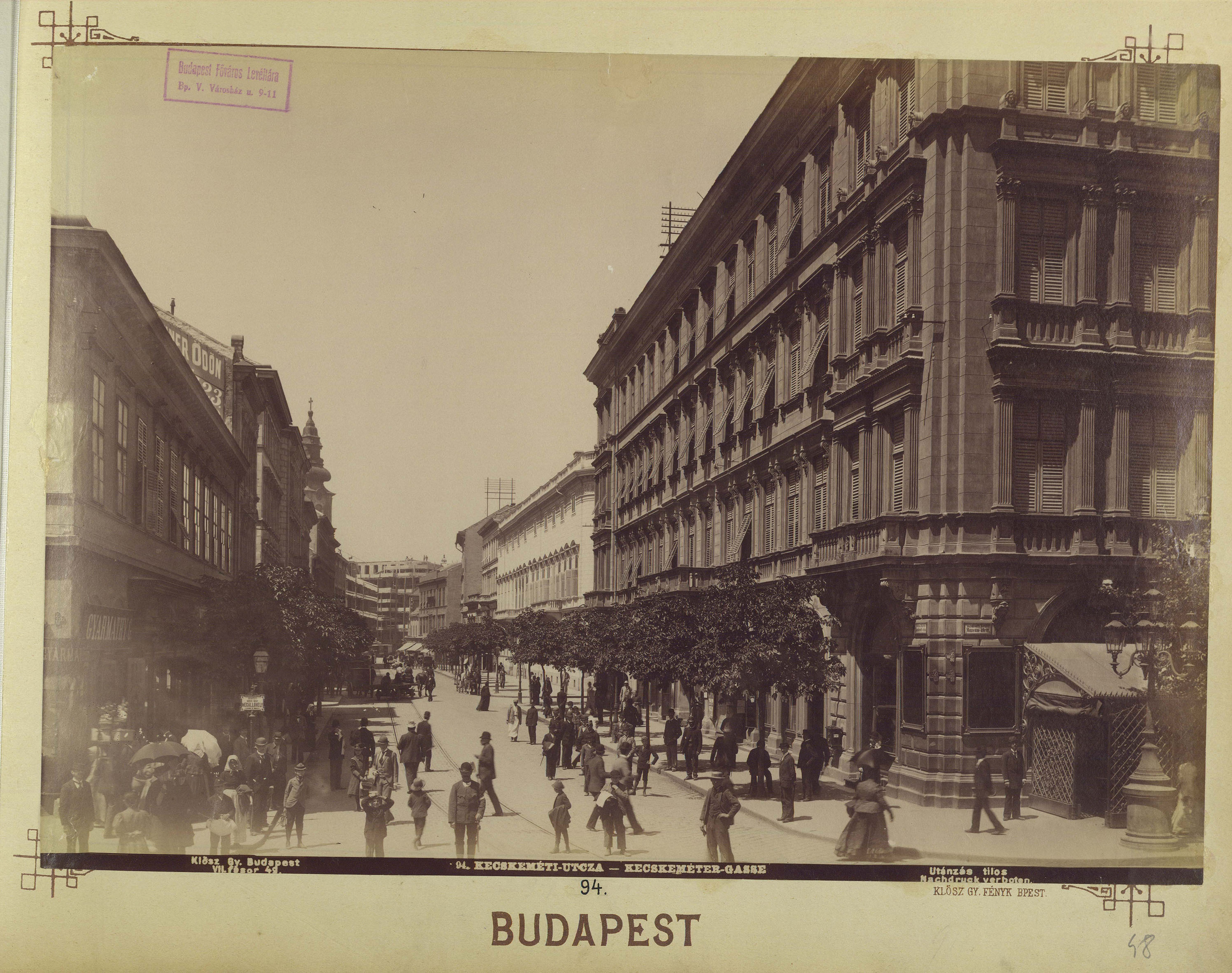
A kecskeméti utca 1894 körül a Kálvin tér felől. Jobbra, a Múzeum körút sarkán a Geist-ház
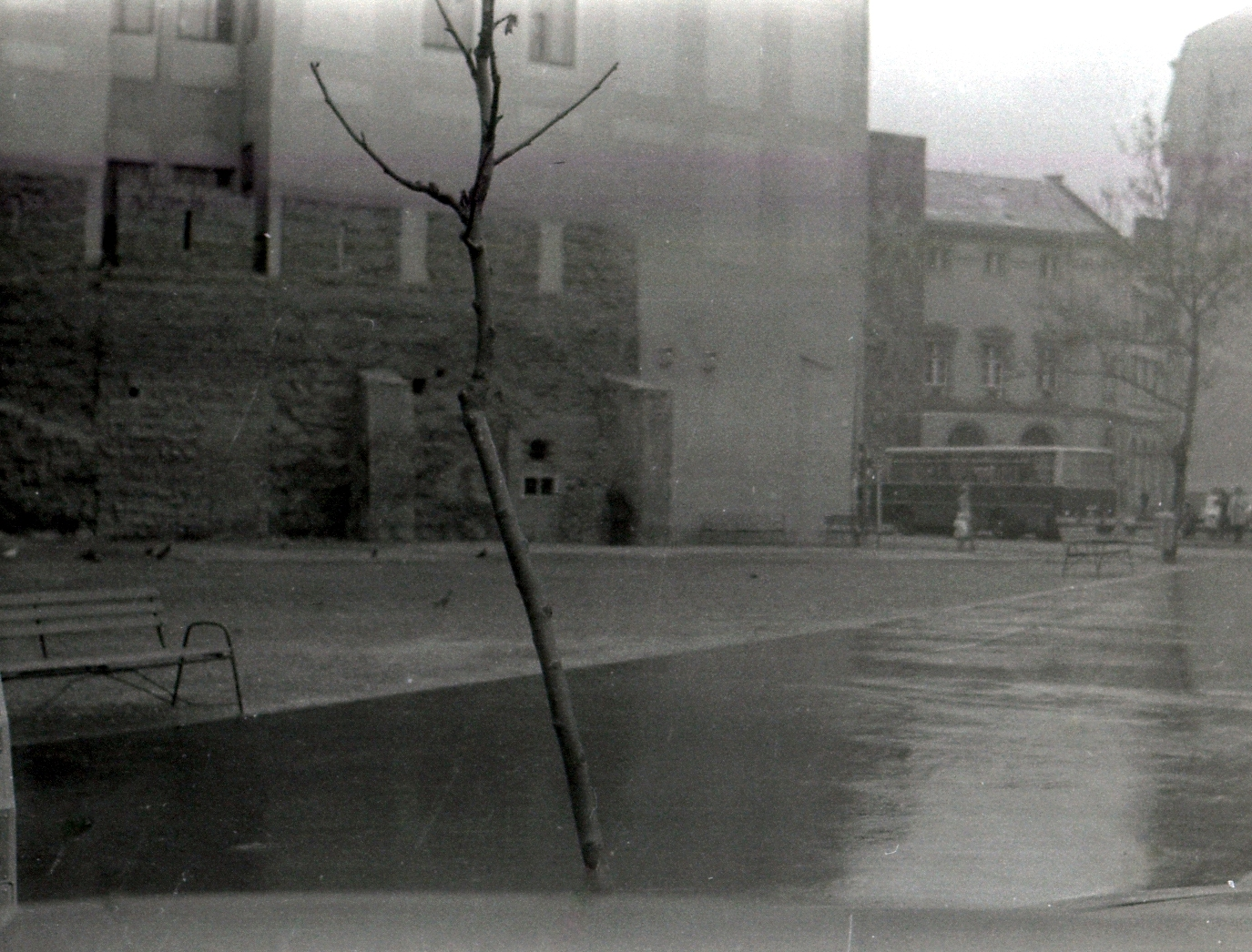
A Kálvin tér 1. sz. alatti városfalmaradvány 1980-ban, később itt épült fel a Korona Szálló
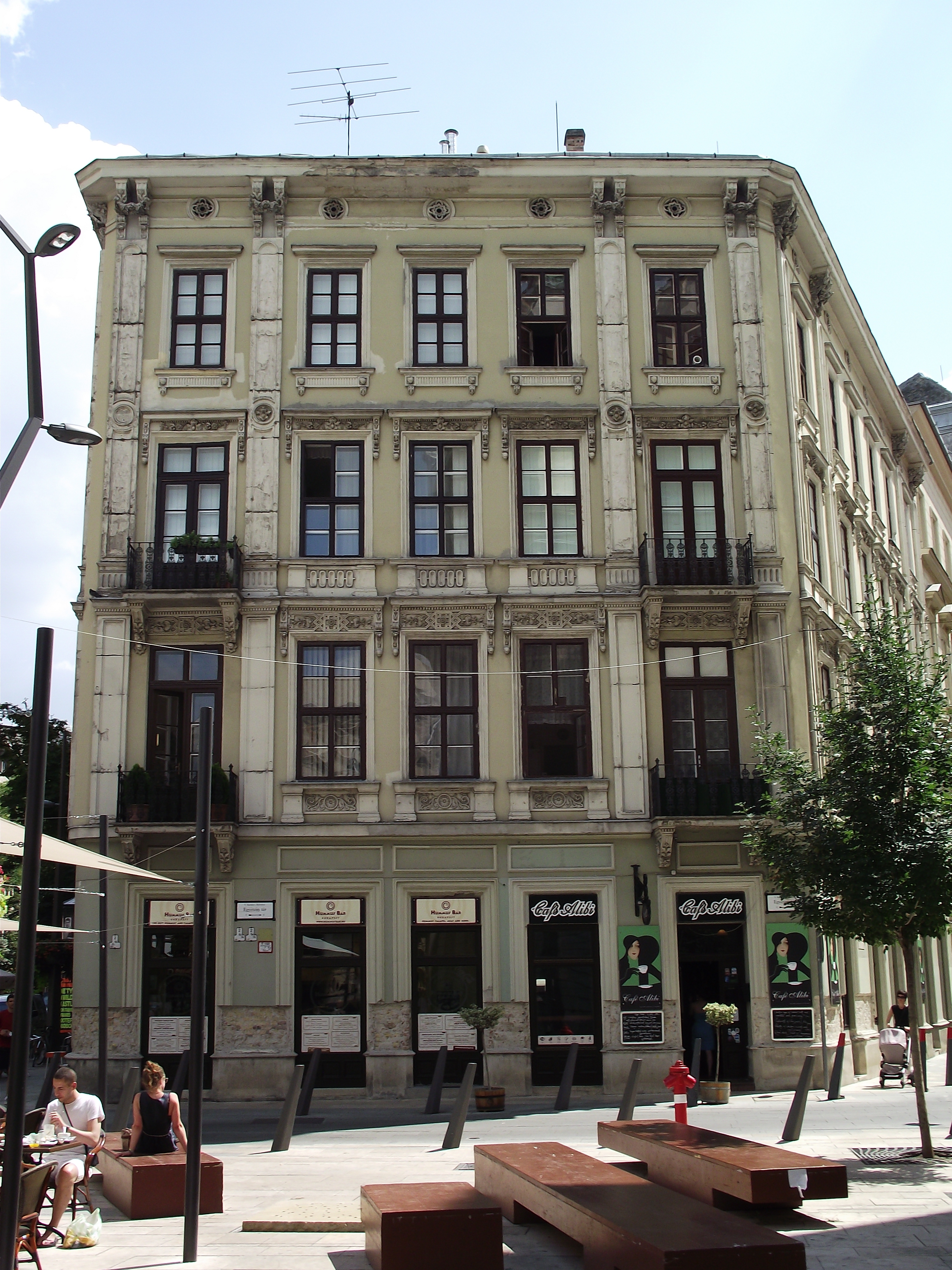
Kecskeméti utca 1.
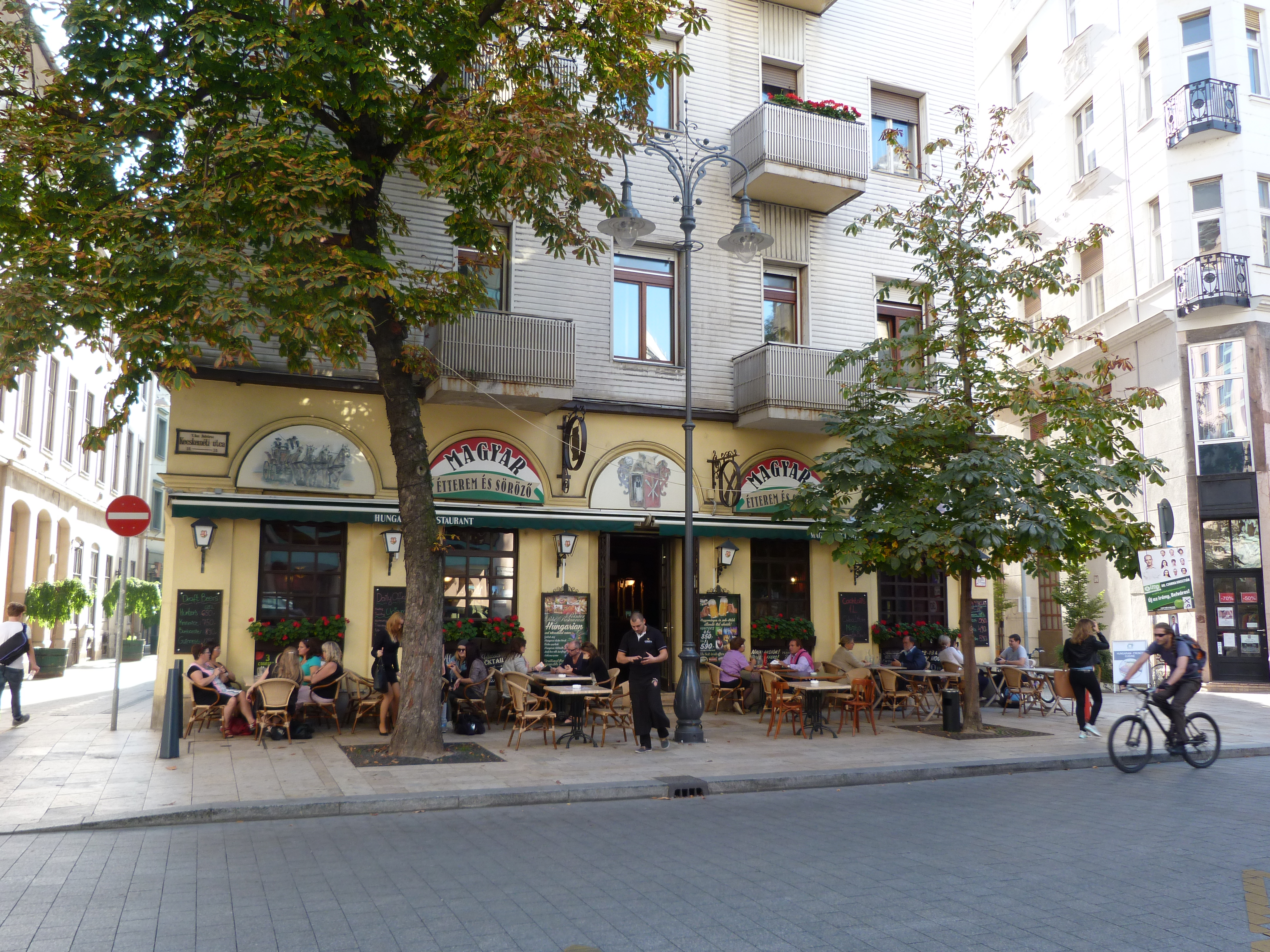
Kecskeméti u. 15., Magyar Étterem
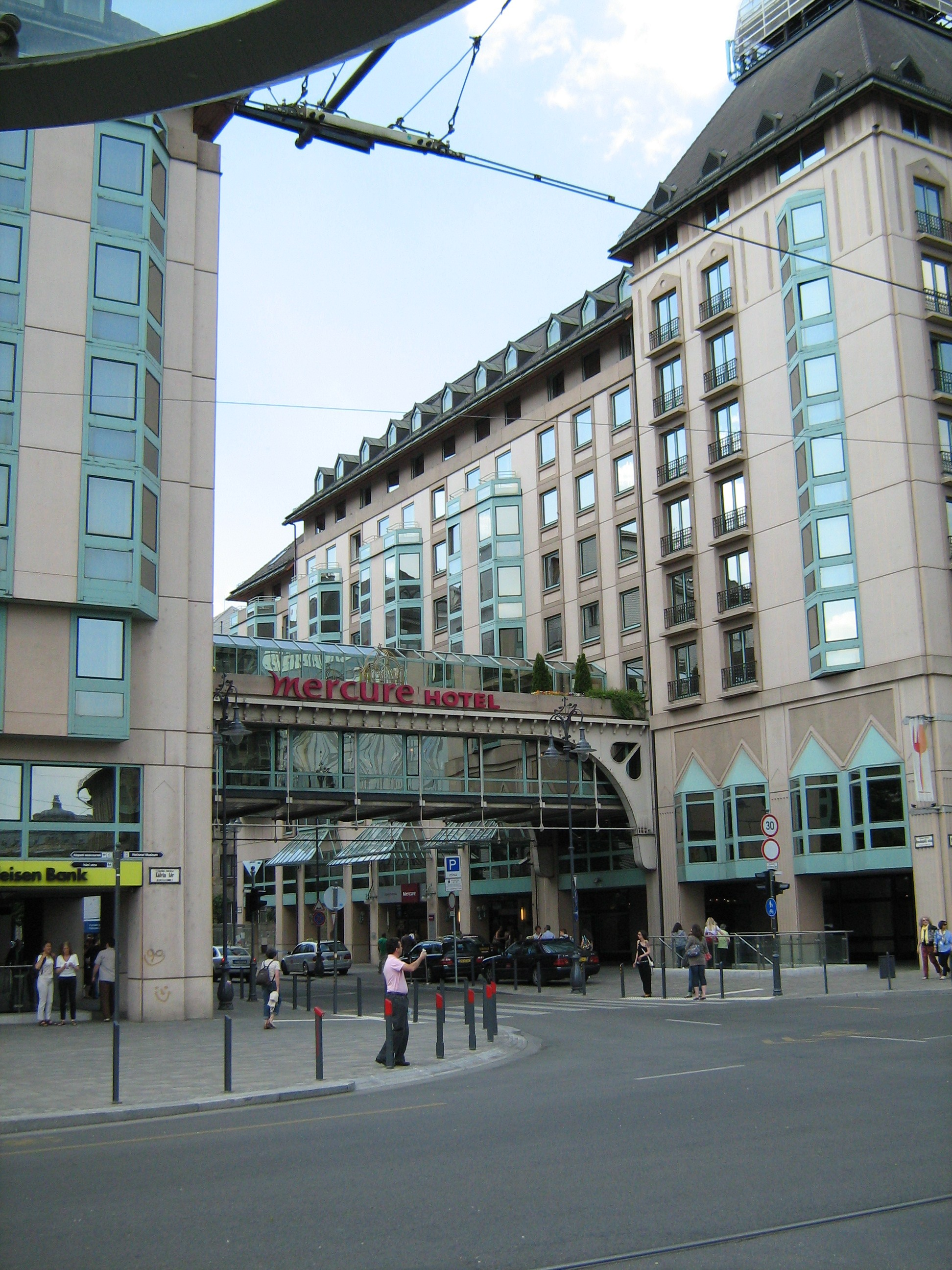
A Kecskeméti utca Kálvin tér felőli vége és a Korona Szálló